# Der Sturm
Der Sturm ("Stormen") var de tyske expressionisters tidskrift fra 1910 til 1932 og tillige navnet på et kunstgalleri i Berlin. Tidskriftet indeholdt illustrationer udført af medlemmerne i Die Brücke og Der Blaue Reiter og artikler som forklarede den nye æstetik.
Der Sturm blev grundlagt af Herwarth Walden. Han var mellem 1912 og 1924 gift med Nell Roslund fra Landskrona, som anses for at være en af Sveriges første kvindelige abstrakte kunstner. Hun var også en vigtig organisator inden for Der Sturm.

## Historie
Til de litterære medarbejdere hørte blandt andre Peter Altenberg, Max Brod, Richard Dehmel, Anatole France, Knut Hamsun, Arno Holz, Karl Kraus, Selma Lagerlöf, Else Lasker-Schüler, Adolf Loos, Heinrich Mann, Paul Scheerbart og René Schickele. Omkring tidsskriftet opstod der en særlig kreds, der Sturmkreis. På forlaget Sturmverlag blev der udgivet ekspressionistiske dramaer (af blandt andre Hermann Essig og August Stramm), kunstmapper (Oskar Kokoschka), kunstnermonografier (Kandinsky-album) og kunstteoretiske skrifter af Herwarth Walden. De mest kendte udgivelser var die Sturm-Bücher ("Sturm-bøgerne"). Ved siden af bøgerne blev der også udgivet kunstpostkort efter værker af yngre og for det meste ukendte kunstnere: Franc Marc, Wassily Kandinsky, Oskar Kokoschka, August Macke, Carlo Mense, Gabriele Münter, Georg Schrimpf, Maria Uhden og andre.
Begrebet Sturm blev af Herbarth Walden udviklet til et slags varemærke for moderne kunst i Tyskland. Der fandtes en Sturmbühne ("Sturm-scene") (1918), et Sturm-Galerie ("Sturm-galleri") og Sturm-Abende ("Sturm-aftener") hvor der blev foredraget futuristisk lyrik. Galleriet opnåede europæisk betydning gennem den "første tyske efterårsudstilling" i 1913. Ved die Sturm-Kunstschule ("Sturm-kunstskolen", 1916), som blev ledet af Georg Muche, underviste blandt andre Oskar Kokoschka og Wassily Kandinsky samt malere som tilhørte Brücke-gruppen og Blaue Reiter-gruppen. I 1917 blev der også oprettet en Sturm-Buchhandlung ("Sturm-boghandel").
Især i tiden før udbruddet af første verdenskrig spillede Der Sturm en afgørende rolle i samkvemmet mellem franske og tyske ekspressionister. Der blev regelmæssigt offentliggjort digte og tekster af franske eller fransksprogede ekspressionister (Guillaume Apollinaire, Blaise Cendrars og andre). Da der udbrød krig mellem de to lande blev dette samkvem afbrudt, men blev genoptaget i 1920'erne, om end i mindre udstrækning.